# Villa Medan
Villa Medan is een gemeentelijk monument aan de Julianalaan in Baarn in de provincie Utrecht. De villa valt onder het Rijksbeschermd gezicht Baarn - Prins Hendrikpark e.o. Het pand wordt als kantoor gebruikt.
Voor de bouw was deze locatie in gebruik als schietbaan.  In de tijd van voorbereiding op een mogelijke mobilisatie in verband met de Frans-Duitse oorlog in 1870 oefenden hier weerbaarheidskorpsen. Op de plek van het huidige villa stond een magazijn. De woning werd in 1886 gebouwd op de hoek van de Julianalaan en de Van Heutszlaan op de plaats van een eerdere villa. Ze is genoemd naar de stad Medan op Sumatra, waar de opdrachtgever tot de bouw, Jacob Nienhuys vermogend was geworden in de tabakscultuur.
Opvallend aan de witgepleisterde villa is de toren aan de asymmetrische voorgevel. Deze zou overeenkomsten vertonen met een kerktoren in Medan. Over de hele breedte van het gebouw loopt een serre. De veranda's zijn tien jaar na de bouw, in 1895 toegevoegd. Nadien zijn er nog meer verbouwingen geweest, onder andere in 1913 door C. Sweris. Tijdens de tweede wereldoorlog is de villa gebruikt door de Duitse Sicherheitsdienst (SD). Na de oorlog diende Medan een tijd als kinderpension met de naam Het Zonnehuis. Tegenwoordig heeft het gebouw een kantoorfunctie.